# Kaizoku-Ban
Kaizoku-Ban is een live-ep van de Duitse band Accept.
De ep werd opgenomen tijdens een optreden in Japan. Het album bevat slechts zes nummers, alle afkomstig van het album Metal Heart, en kwam uit in 1985.

## Nummers
1. Metal Heart (5:18)
2. Screaming for a Love-Bite (4:22)
3. Up to the Limit (5:01)
4. Head over Heels (5:51)
5. Love Child (4:43)
6. Living for Tonight (3:56)

## Bezetting
- Udo Dirkschneider - zang
- Wolf Hoffmann - gitaar
- Jörg Fischer - gitaar
- Peter Baltes - basgitaar
- Stefan Kaufmann - drums